# (4892) Chrispollas
(4892) Chrispollas es un asteroide perteneciente al cinturón de asteroides, descubierto el 11 de octubre de 1985 por el equipo del Centro de Investigaciones en Geodinámica y Astrometría desde el Sitio de Observación de Calern, Caussols, Francia.

## Designación y nombre
Designado provisionalmente como 1985 TV2. Fue nombrado Chrispollas en honor del astrónomo francés Christian Pollas jefe de la unidad del telescopio Schmidt en el Observatorio de la Costa Azul.

## Características orbitales
Chrispollas está situado a una distancia media del Sol de 2,334 ua, pudiendo alejarse hasta 2,565 ua y acercarse hasta 2,103 ua. Su excentricidad es 0,099 y la inclinación orbital 8,575 grados. Emplea 1302 días en completar una órbita alrededor del Sol.

## Características físicas
La magnitud absoluta de Chrispollas es 12,8. Tiene 7,284 km de diámetro y su albedo se estima en 0,282.